# Juan José Carrera
Pour les articles homonymes, voir Carrera.
Juan Jose Carrera Verdugo né le 26 juin 1782 à Santiago et mort le 8 avril 1818 à Mendoza est un militaire et patriote chilien qui a activement participé à la première phase de la guerre d'Indépendance du Chili, épisode connu sous le nom Patria Vieja. Il seconde son frère José Miguel. Avec leur frère cadet Luis et d'autres officiers républicains, ils forment l'une des principales factions au sein des partisans de l'indépendance.

## Biographie
Il est fils de Ignacio de la Carrera (es), grand propriétaire terrien et officier dans la milice, et Paula Verdugo y Valdivieso.
En septembre 1812, il entre en insubordination ouverte contre le gouvernement de son frère. Mais les deux se réconcilient après quelques semaines de tension. En 1813, il participe comme général au siège de Chillán et à la bataille de San Carlos. Le 23 juillet 1814, il participe au coup d'État qui renverse le Directeur suprême Francisco de la Lastra et qui rétablit brièvement son frère José Miguel au pouvoir. Il est également présent au désastre de Rancagua et rejoint à Mendoza les exilés patriotes. 
Juan José et son frère Luis, sans l'accord de leur autre frère José Miguel mais peut être à l'instigation de leur sœur Javiera , montent un complot visant à reprendre le pouvoir à Santiago et mettre en accusation O'Higgins et San Martin. Ils sont arrêtés à Mendoza, condamnés à mort et exécutés dans cette ville.

## Source
- (es) Cet article est partiellement ou en totalité issu de l’article de Wikipédia en espagnol intitulé « Juan José Carrera » (voir la liste des auteurs).